# Abbaye de Liessies
L'abbaye de Liessies est une abbaye bénédictine, située à Liessies, dans le département du Nord, en France. Elle a été fondée en 751, par Wibert, comte de Poitou et cousin de Pépin le Bref,. 

## Historique

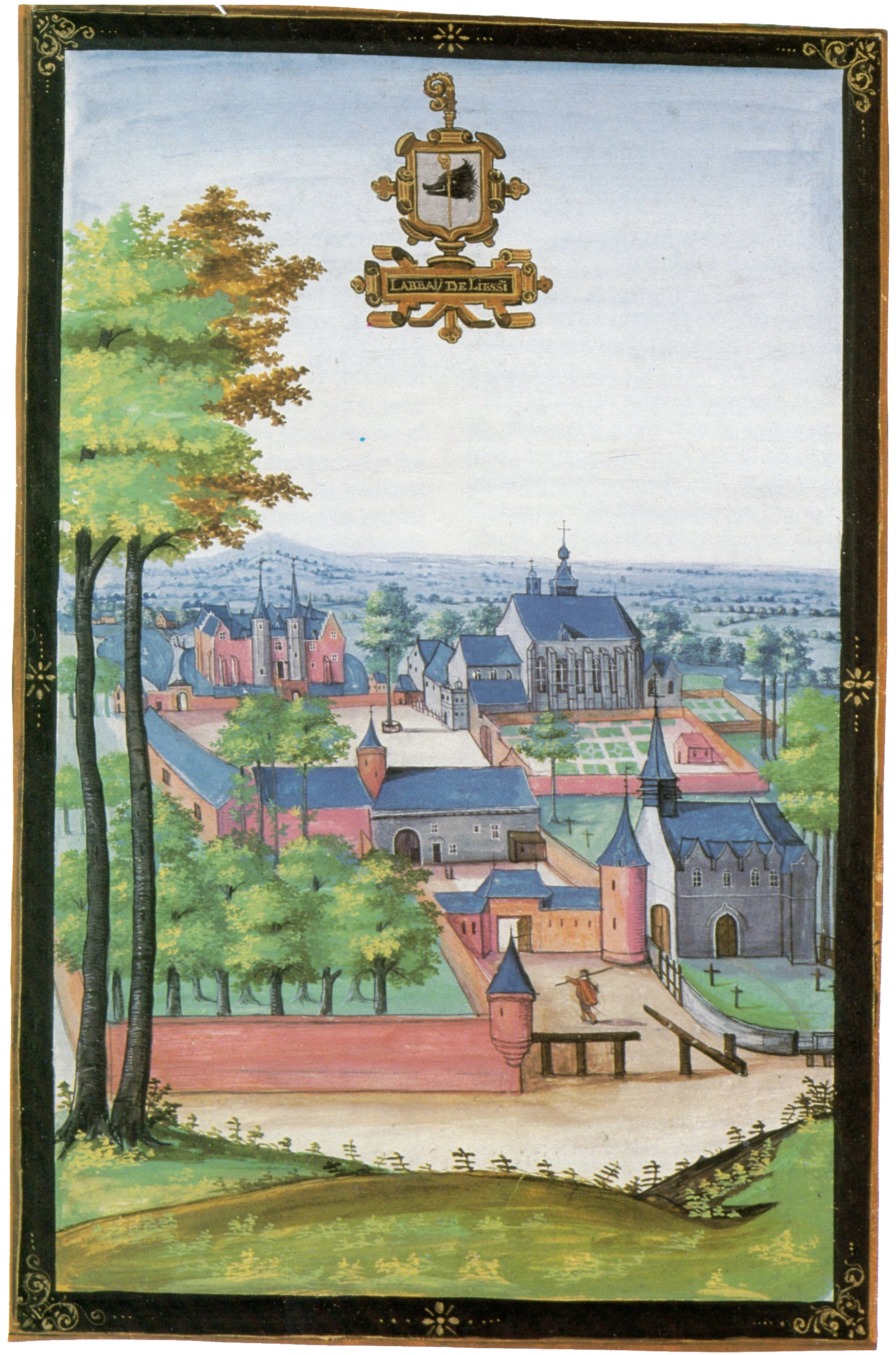
Abbaye de Liessies en 1598 (Albums de Croÿ).

Vers le milieu du VIIIe siècle, Wibert, comte de Poitou, se réfugie dans le nord des Gaules, pour fuir les persécutions de Gaivre, duc d’Aquitaine : Pépin le Bref lui accorde alors les terres depuis Molhain jusqu’à Vaux-en-Arrouaise. Wibert avait une demeure à Merlemont près de Philippeville. Un jour en chassant dans la forêt de la Fagne, tuant un sanglier, il choisit le lieu où tomba l’animal pour y construire une abbaye.
En 751, il commença la construction de l’abbaye, les travaux durèrent sept années. Pour premier supérieur de l’abbaye, il nomma l’un de ses fils, Gontrad. Gontrad était un homme austère et érudit, il enrichit l’abbaye d’une partie des reliques de saint Lambert, obtenues auprès de l’évêque de Liège, Fulcaire. L’église fut consacrée par l’évêque de Cambrai, Albéric.
L’une de ses sœurs, Hiltrude qui avait été fiancée à un grand seigneur, demanda à être recluse dans l’une des cellules contiguës à l’église de Liessies. Suivant son exemple, d'autres filles de seigneurs  la rejoignirent permettant de créer en 752 une annexe féminine. Hiltrude mourut le 27 septembre 769 et fut déposée près de la tombe de son frère Gontrad dans l’église Saint-Lambert.
En 881, les Normands firent beaucoup de tort à Liessies. Les moines et leurs serviteurs furent mis à mort ou réduits en esclavage, mais l’église fut épargnée. Les biens de l’abbaye et de l’église furent pris par les seigneurs du voisinage, seul un prêtre resta dans le village.
En 1003, l’évêque de Cambrai interdit le prêtre, qui avait enterré au sein de l’église un brigand. On releva alors de terre le corps d'Hiltrude  qui fut canonisée. À la place du prêtre des chanoines prirent le contrôle du village. Lors de la restitution des biens de l’abbaye, les chanoines furent en procès avec Wédric le Barbu. Thierry d’Avesnes, plein de repentir pour les saccages des églises Sainte-Aldegonde à Maubeuge et Sainte-Waudru à Mons, rétablit l’abbaye de Liessies. Les chanoines furent remplacés par des moines bénédictins. Ermentrade, femme d’Adelard un riche seigneur, reconstruisit l’église.
Gossuin seigneur d'Avesnes, neveu de Thierry, se fit enterrer à Liessies. Sa femme Agnès se retira comme lui dans le monastère. Elle y fit ériger deux chapelles et orna l’abbaye de nombreux objets précieux.

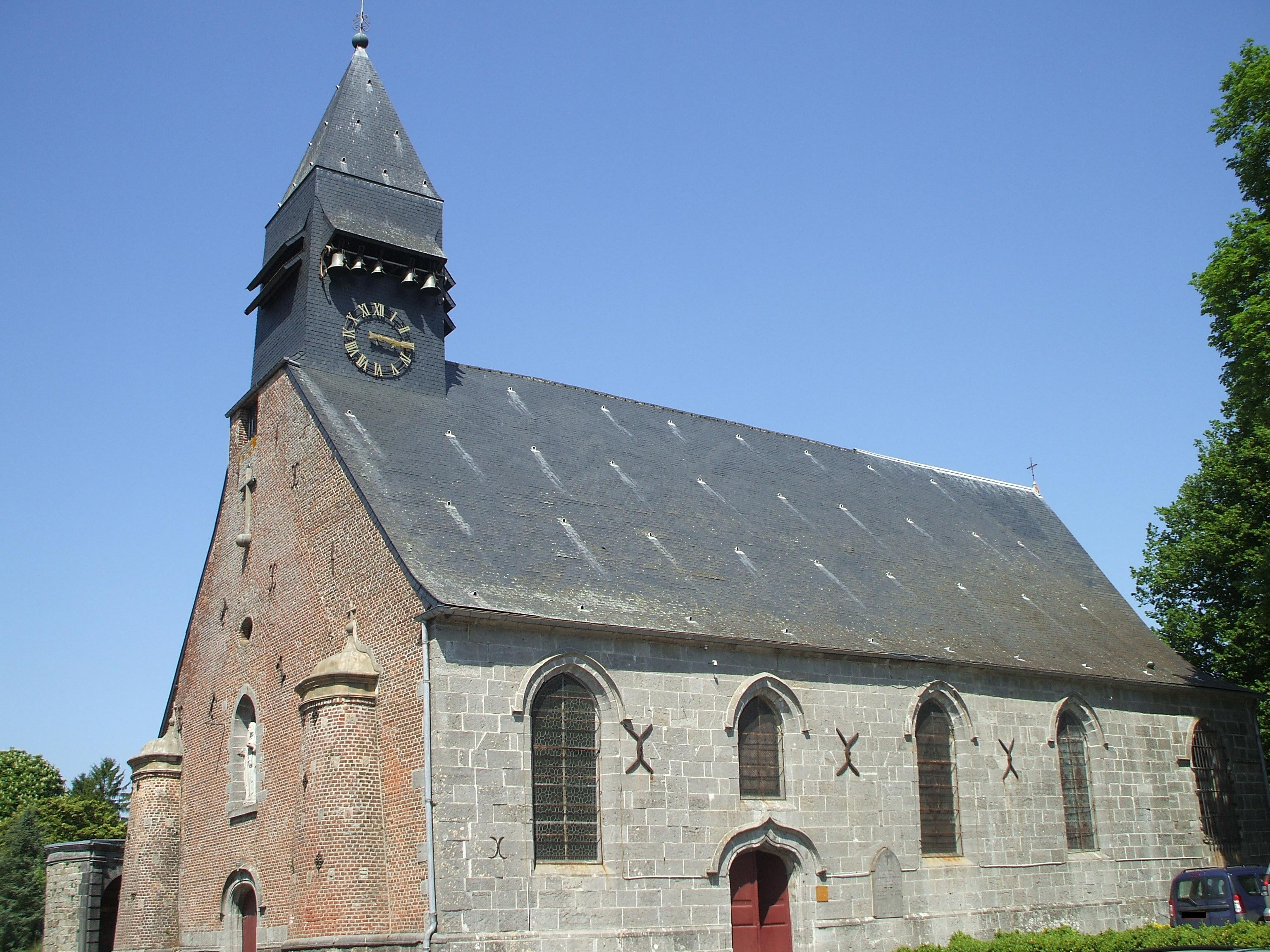
L'église Sainte-Hiltrude en Avesnois de Liessies.

Gautier d’Oisy, seigneur d’Avesnes, vint piller l’abbaye. Les moines se plaignirent au comte de Hainaut, qui leur donna le droit de dresser son drapeau sur leur tour en cas d’attaque de Gautier. Lors d’une attaque Gautier s’aperçut de cela et fit détruire la tour. Saint Bernard vint alors réconcilier les religieux et le seigneur d’Avesnes. Mais la paix ne dura pas et les attaques recommencèrent, obligeant les moines à quitter l’abbaye. Vers 1100, son fils aîné Thierry, jouant les bandits de grand chemin, tomba un jour dans une embuscade et se fit tuer. Gautier répara alors tous les dommages fait aux moines et leur demanda d’inhumer son fils. Plus tard lui aussi se fit enterrer dans la même église.
L’abbaye de Liessies, en 1125, avait été enrichie du prieuré de Sart-les-Moines (à Jumet), le fut en 1162 de celui de Dompierre et du corps de saint Etton, par donation de Guillaume, seigneur de Dompierre. En 1208, Thomas de Walcourt donna un morceau de la vraie croix à son retour de la terre sainte. À la suite de cette donation l’abbaye devint un haut lieu de pèlerinage.
L'abbaye s'appauvrit avec la guerre de Cent Ans, avec sa situation géographique la mettant au cœur des combats, aux limites du royaume de France et de l'Empire. En 1339, Édouard III d'Angleterre arrive à Avesnes-sur-Helpe et pille la région. Ce n'est qu'en 1520 que l'abbaye retrouve une certaine prospérité, avec l'abbé Gilles Gipus, puis avec l'abbé Louis de Blois-Châtillon (1530-1566), qui rétablit la Règle de saint Benoît.
L'abbaye connut son apogée aux XVIe et XVIIIe siècles grâce à des travaux d'enluminures réputés dans toute l'Europe.

## Destruction
En 1791, l’abbaye fut détruite en partie et vendue. Les habitants de Dompierre étaient déjà venus reprendre par les armes les reliques de saint Etton en 1789, pendant la Grande Peur, ce qui est un événement historique assez original dans le contexte révolutionnaire. 
L'église paroissiale conserve des objets et des œuvres d'art provenant de l'abbaye. Le parc abbatial, conservé avec ses aménagements hydrauliques, est l'une des composantes de l'écomusée de l'Avesnois.
Depuis 2008, le Bûcher aux Moines, au cœur du parc de l'abbaye, abrite les Rencontres internationales et interdisciplinaires de Liessies consacrées aux relations « Sociétés/Environnement ».

## Galerie

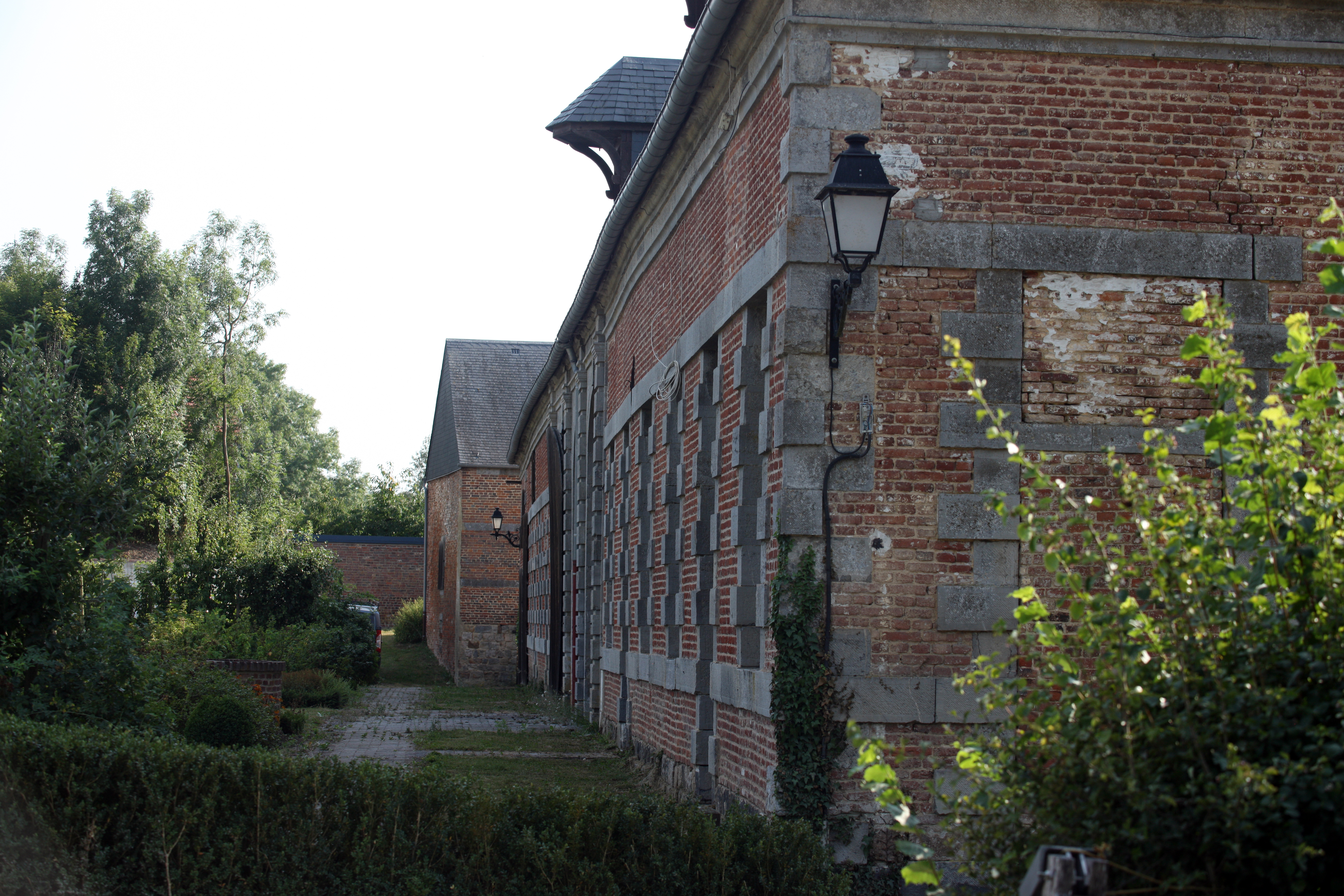
Les communs de l'abbaye.
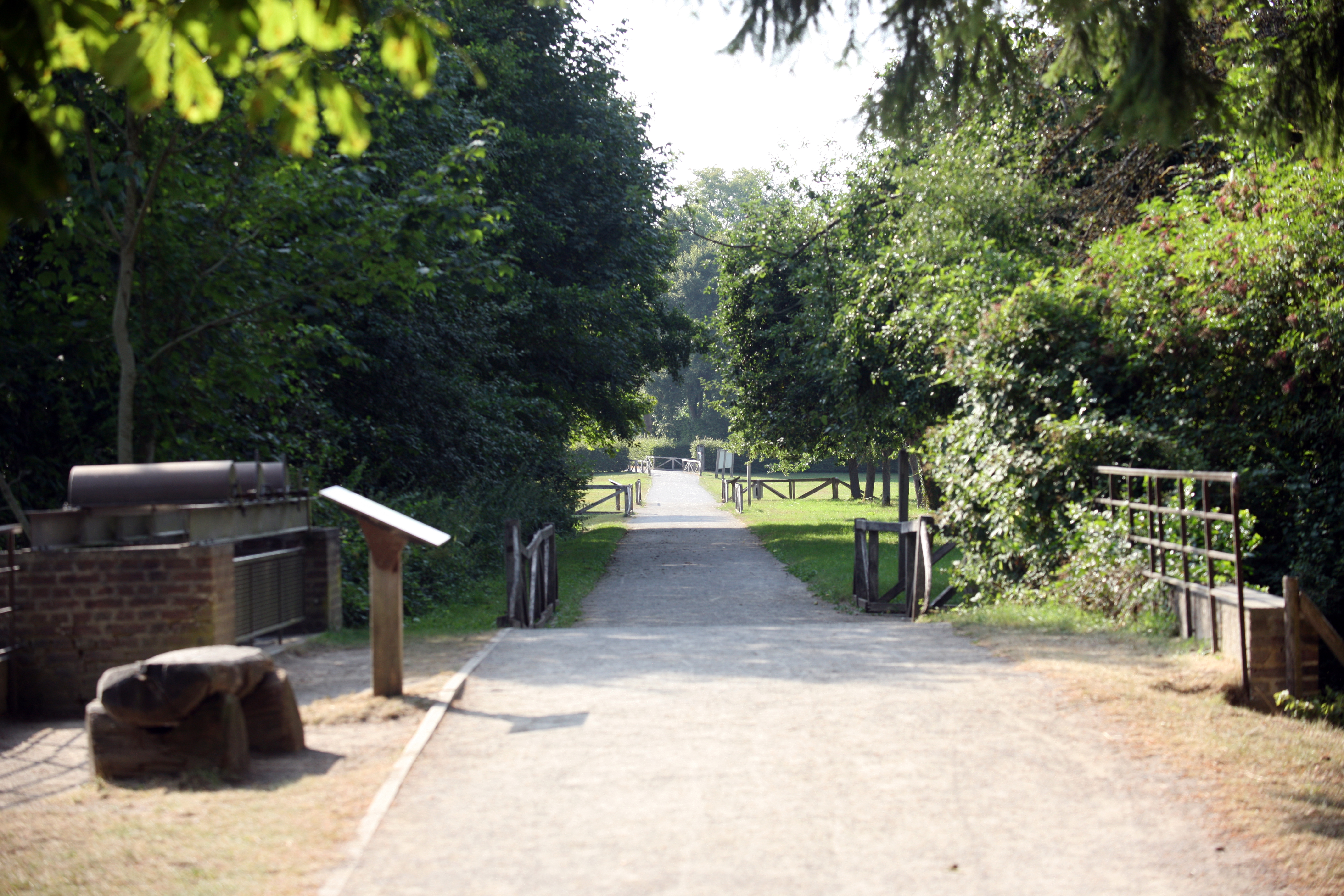
Allée dans le parc de l'abbaye.
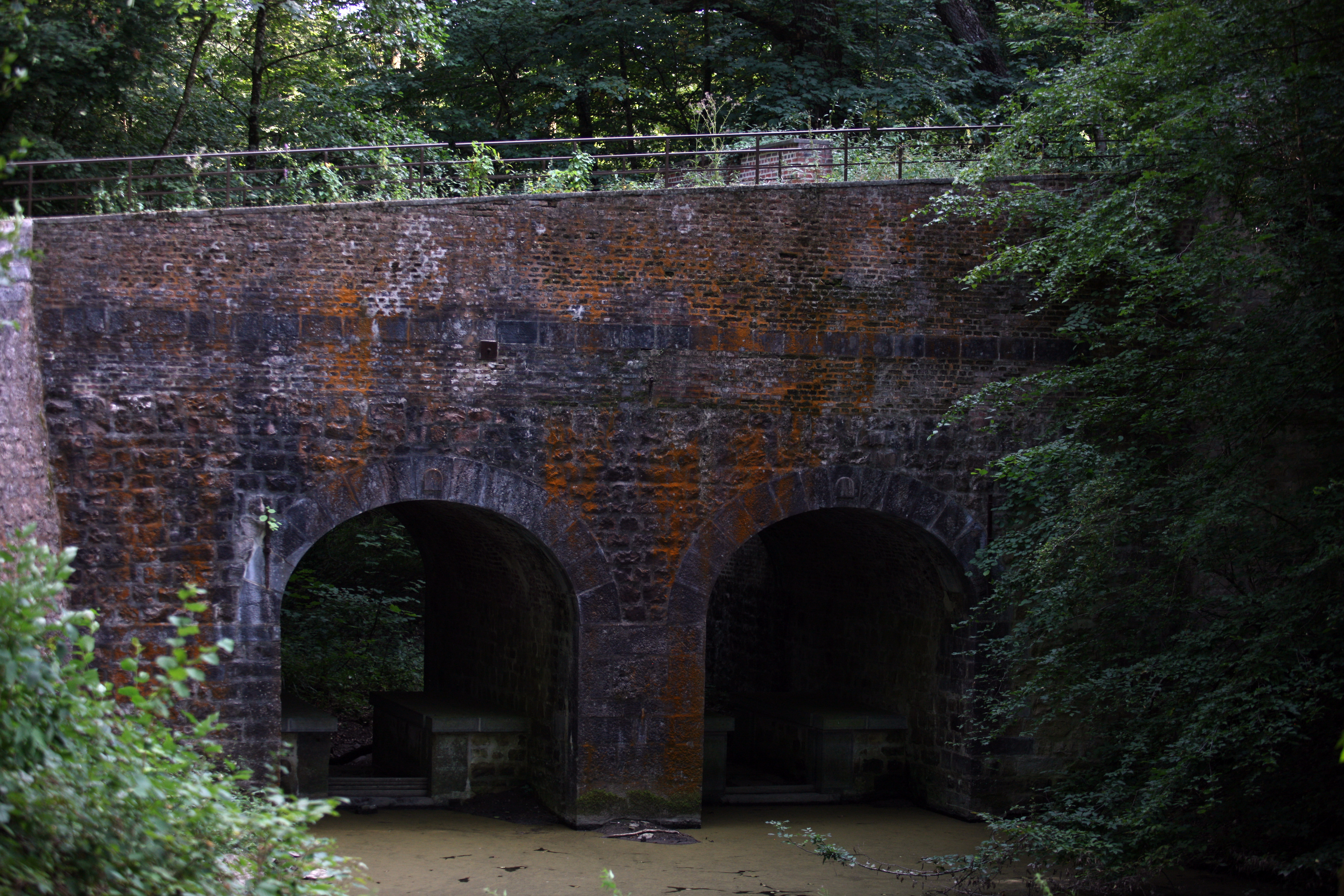
Pont issu des aménagements hydrauliques du parc de l'abbaye.
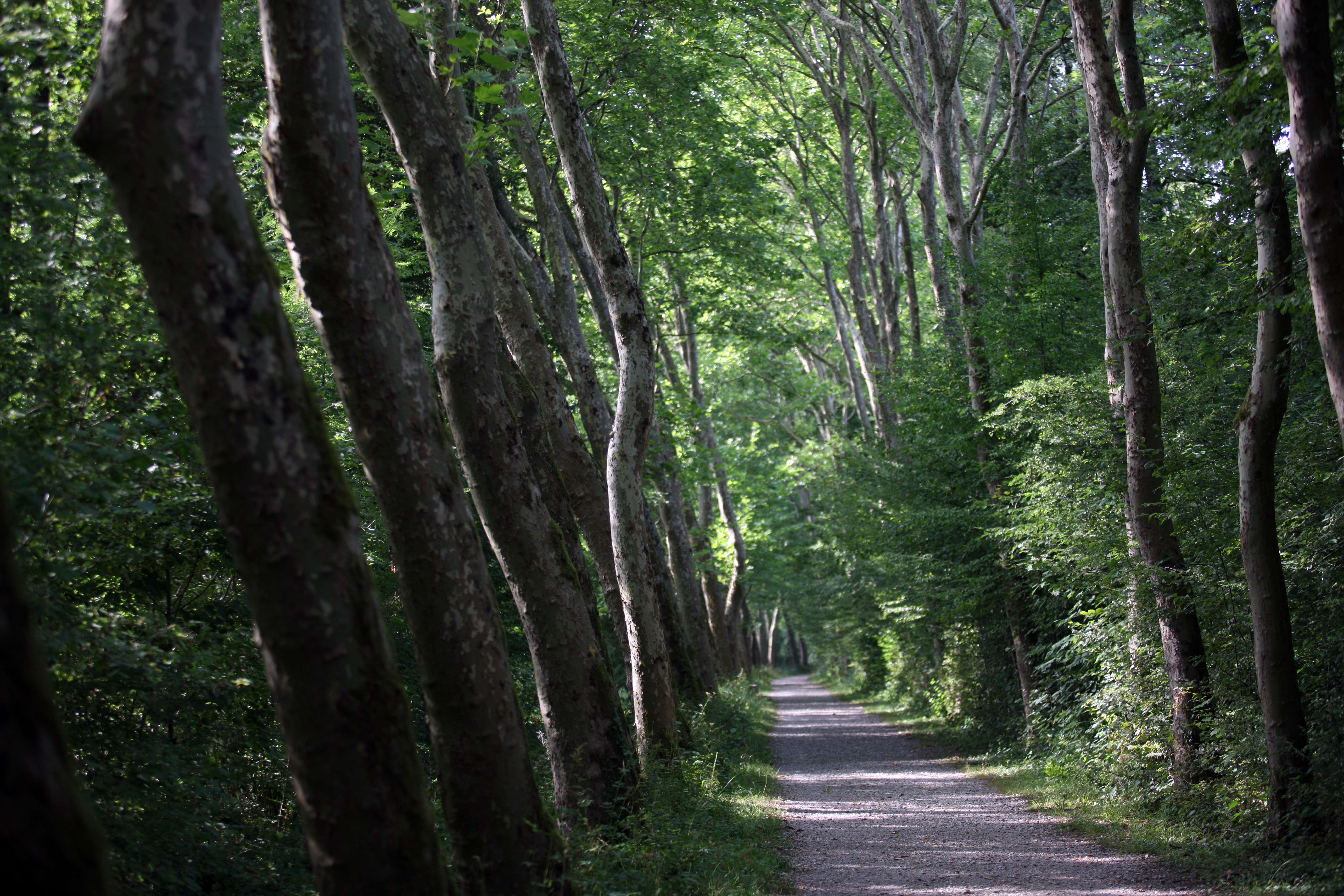
Allée dans le parc de l'abbaye.
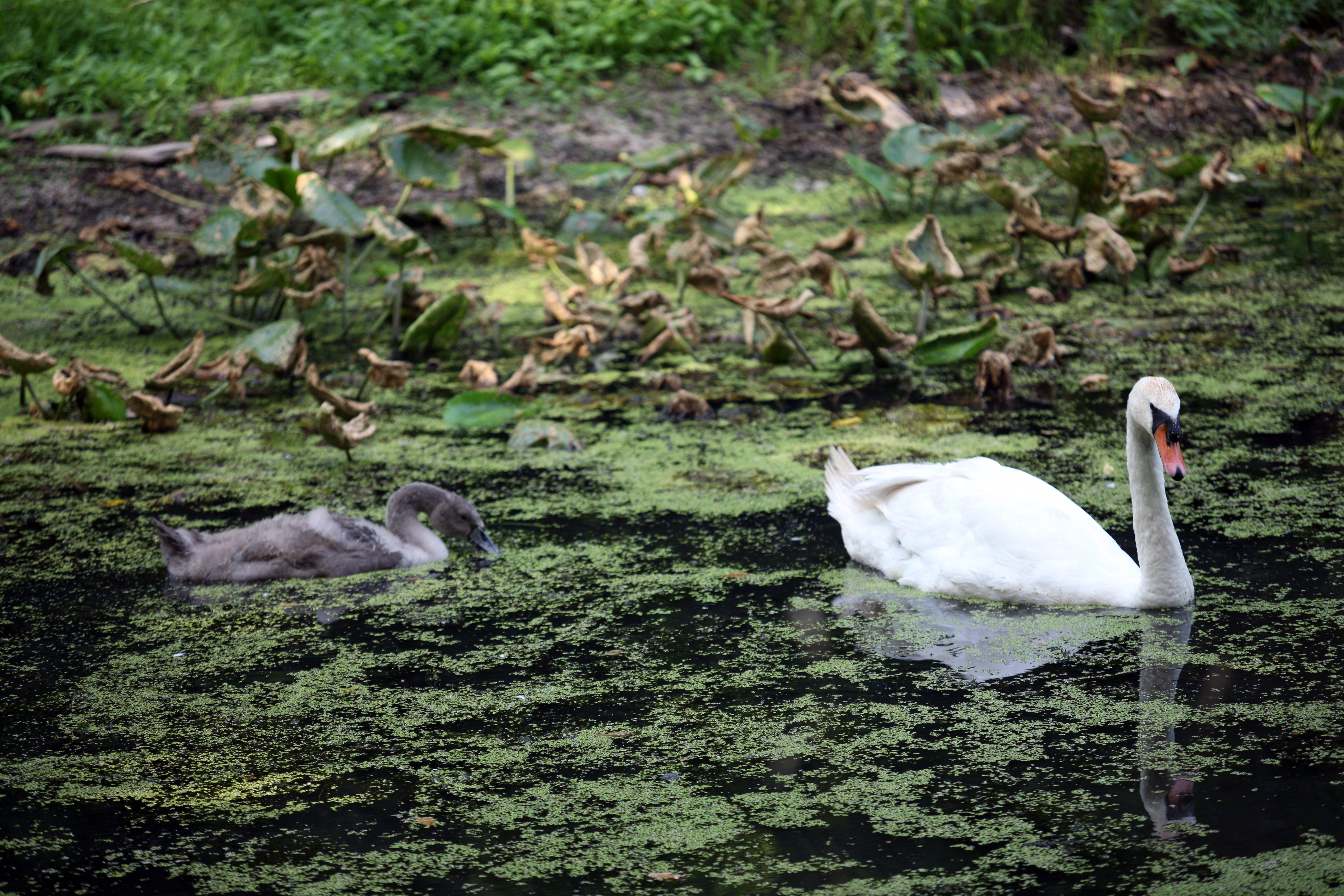
Cygnes dans un des plans d'eau.

### Sources et bibliographie
- L'Abbaye de Liessies en Hainaut depuis ses origines jusqu'après la réforme de Louis de Blois, 764-1566 ; Joseph Peter ; Lille, R. Giard, 1912. (OCLC 23425336)
- Étude du site de l'abbaye de Liessies ; Michel Schuermans ;  Délégation régionale à l'architecture et à l'environnement Nord-Pas-de-Calais ; Fourmies : écomusée de la région de Fourmies-Trélon, 1984. (OCLC 18685054)
- Chronique de l'abbaye de Liessies ; Jacques L'Espée ; Bruxelles, 1847. (OCLC 29621380)
- Brochure Histoire de l'abbaye de Liessies, éditée par l'Association des amis du val Joly, presbytère de Liessies (vers 1985)
- Daniel Misonne (dir.) et Jean-Marie Duvosquel (dir.), Abbayes et collégiales entre Sambre et Meuse : VIIe - XXe siècle, Bruxelles, Crédit Communal de Belgique, 1987, 127 p. (ISBN 2-87193-031-7).
- Yves Briche; Sept siècles avec les moines de Liessies: 1095-1791; Maubeuge, 2013, 409 pages,  (ISBN 978-2-7466-6713-6).